# Mezőnyárád
Mezőnyárád ist eine ungarische Gemeinde im Kreis Mezőkövesd im Komitat Borsod-Abaúj-Zemplén.

## Geografische Lage
Mezőnyárád liegt im Norden Ungarns, 30 Kilometer südlich des Komitatssitzes Miskolc. Nachbargemeinden sind Bükkábrány in zwei und Mezőkeresztes in drei Kilometer Entfernung. Die nächste Stadt Mezőkövesd liegt etwa 10 Kilometer südwestlich von Mezőnyárád.

## Sehenswürdigkeiten
- Landhaus Majthényi (Majthényi-kúria)
- Römisch-katholische Kirche Szűz Mária keresztények segítsége, erbaut 1936
- Sonnenuhr (Napóra)

## Verkehr
Westlich von Mezőnyárád verläuft die Hauptstraße Nr. 3. Der südlich der Gemeinde gelegene Bahnhof Mezőkeresztes-Mezőnyárád ist angebunden an die Eisenbahnstrecke von Füzesabony nach Miskolc-Tiszai.

## Weblinks

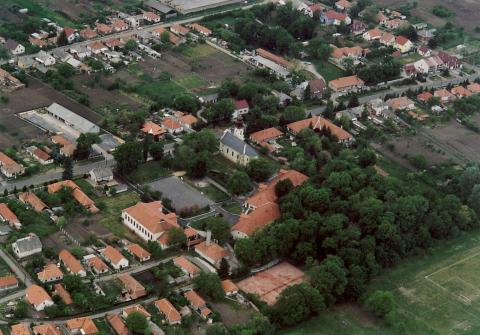
Luftaufnahme von Mezőnyárád